# Окница (Дамбовица)
Окница (рум. Ocniţa) насеље је у Румунији у округу Дамбовица у општини Окница. Oпштина се налази на надморској висини од 270 m.

## Становништво
Према подацима из 2002. године у насељу је живело 4412 становника, од којих су сви румунске националности.